# Lipan
El lipan és una de llengua de la divisió oriental de les Llengües atapascanes meridionals que havia estat parlada pels apatxes lipan. Hi ha hagut informes contradictoris sobre l'extinció de la llengua.
El 1981 només hi havia uns pocs parlants d'edat avançada que seguien vius. Encara hi ha un petit nombre d'apatxes lipan que coneixen i parlen l'idioma, i guarden les velles tradicions. L'idioma està aïllat actualment a aquestes persones, s'està utilitzant i transmetent.

## Localització
Els apatxes lipan vivien en una regió que s'estenia en l'actual sud de Texas. Llur populació vers 1680 era de 1.500 persones. Els descendents actuals viuen a la reserva mescalero de Nou Mèxic.
La llengua només tenia el 1988 un parell o tres de parlants.